# Зінченко Альберт Вікторович
Альбе́рт Ві́кторович Зі́нченко (нар. 24 лютого 1992, Запоріжжя, Україна) — український футболіст, півзахисник.

## Клубна кар'єра
Вихованець футбольної школи «Торпедо» (Запоріжжя). У чемпіонаті України (ДЮФЛ) грав за ДЮСШ «Космос» (Запоріжжя), де провів 21 матч і відзначився 12 голами.
Професіональну кар'єру розпочав у «Металурзі-2», де виступав упродовж 2009—2012 років. Паралельно грав і за дубль запорізького «Металурга», згодом перебрався в Суми, де виступав за місцеву футбольну команду «Суми».
Упродовж 2013—2014 років виступав за аматорський колектив «Ретро» (Ватутіне). Згодом знову повернувся на професіональний рівень і виступав за «Черкаський Дніпро», у складі якого став переможцем другої ліги України.
Улітку 2015 року підписав контракт із чернівецькою «Буковиною». Під час зимової перерви за обопільною згодою сторін припинив співпрацю з чернівецькою командою.

## Досягнення
- Переможець Другої ліги України (1) : 2014–15